# КУД Абрашевић Прокупље
Културно уметничко друштво Абрашевић ради као једна од секција Дома културе у Прокупљу и постоји дуже од једног века.  Oкупља стотинак аматера, претежно ученика, у оквиру фолклорне групе, народног оркестра, групе певача и солиста, који негују народну традицију, нарочито из топличког краја.

## Историјат
Прво певачко друштво Југ Богдан у Прокупљу основали су 1894. године, апотекар Ђорђе Брзаковић и прота Илија Михајловић. Под истим именом, 1907. године, своје певачко друштво оснивају занатски радници. На иницијативу наставника, 1911. године формира се Топличка певачка дружина „Југовићи”, којом је дириговао наставник прокупачке гимназије, Радован Пекић, а чланови хора су претежно били занатски радници.
Културно уметничко друштво Абрашевић је основано 1921. године под именом Раденичко друштво „Абрашевић”, издвајањем из дружине Југовићи.
После другог светског рата, 1949. године, наставник музике Илија Крсмановић, обнавља културно уметничко друштво Абрашевић.
Оснивањем Дома културе Радивој Увалић Бата, ово друштво од 1975. године наставља са радом као једна од секција Дома.
КУД Абрашевић наступа у оквиру свих културних манифестација у Прокупљу, а исто тако и на такмичењима и смотрама фолклорних група у земљи и иностранству.